# Дом Садыхджана
Дом Садыхджана (азерб. Sadıqcanın evi) — трехэтажный жилой дом, принадлежавший азербайджанскому народному музыканту, таристу, создателю азербайджанского тара Садыхджану. Дом находится в городе Шуша, Азербайджан. В настоящее время пребывает в полуразрушенном состоянии.

## Описание
Жилой дом Садых Мирза Асад оглы был построен в XIX веке в городе Шуша. Мирза Асад оглу Садыг по прозвищу Садыгджан – музыкант, композитор, тарист, усовершенствовавший азербайджанский тар. Дом расположен в одном из 17 мехелле (квартал) города Шуша — мехелле Мердинли. Ныне здание зарегистрировано на имя Садыгова Рахима, внука Садыхджана.
Садых Мирза Асад оглы родился в городе Шуша в 1846 году. Материально его семья была не очень богатой, отец работал сторожем. Дом, в котором родился музыкант, был одноэтажным и состоял из двух комнат. Позже, когда Мирза Садых приобрел известность, он построил трехэтажный дом на одной из лучших улиц Шуши и сам несколько дней участвовал в строительных работах.
В результате Первой карабахской войны в мае 1992 года город Шуша, где расположен дом, перешёл под контроль непризнанной Нагорно-Карабахской Республики. В ноябре 2020 года в результате Второй карабахской войны Азербайджан вернул контроль над городом.
До начала Карабахского конфликта на стене дома Садыхджана находилась установленная Министерством Культуры Азербайджанской ССР мемориальная доска.
В настоящее время пребывает в полуразрушенном состоянии.